# Daniëlskuil
Daniëlskuil, auch Danielskuil, ist ein Ort in der südafrikanischen Provinz Nordkap. Er ist Verwaltungssitz der Gemeinde Kgatelopele im Distrikt ZF Mgcawu.

## Geographie
Daniëlskuil hat 13.597 Einwohner (Stand 2011), die auf über 170 Quadratkilometern leben. 63 Prozent gaben Afrikaans als hauptsächlich verwendete Sprache an, 31 Prozent Setswana. Der Ort liegt östlich der über 1800 Meter hohen Asbestos Mountains, auch Kuruman Hills genannt. Das Klima ist arid, die Umgebung aber recht fruchtbar, so dass sie zur „Grünen Kalahari“ gerechnet wird.
Nach Kimberley im Südosten sind es rund 160 Kilometer, nach Postmasburg im Westen 70 Kilometer.

## Geschichte
Anfang des 19. Jahrhunderts beherrschten Griqua die Region. Am heutigen Ort befand sich eine sechs Meter tiefen Grube im Dolomit-Gestein, in der Schlangen lebten. Der Griqua-Führer Adam Kok II. soll sie als Gefängnis genutzt haben. 1816 erreichte erstmals ein Missionar den Ort, den er Fraaifontein nannte; 1820 nannte ein anderer Missionar den Ort nach der Grube Daniel’s Den, auf Afrikaans Daniëlskuil; deutsch: „Daniels Löwengrube“ (siehe Dan 6,1 f. ). 1892 wurde der Ort offiziell anerkannt. 1942 wurde hier erstmals die Lungenkrankheit Asbestose, die durch Einatmen von Asbest hervorgerufen  wird, nachgewiesen.

## Wirtschaft und Verkehr
Nahe dem Ort werden Kalkstein, Diamanten, Asbest und Marmor gewonnen. Unmittelbar südlich des Ortes wird liegt der 1974 begonnenen Tagebau Idwala Mine, in der jährlich rund fünf Millionen Tonnen Kalkstein abgebaut werden. In den Asbestos Mines südwestlich der Stadt wird Asbest gewonnen. Diamanten werden in der Finsch Diamond Mine südlich von Lime Acres – einem Ort südlich von Daniëlskuil – abgebaut. Außerdem wird um Daniëlskuil Viehzucht betrieben.
Daniëlskuil liegt an der R31, die von Kuruman im Norden nach Barkly West im Osten führt, sowie an der R385, die Postmasburg im Westen mit Douglas im Süden verbindet – die beiden Straßen knicken jeweils rechtwinklig ab. Ferner ist die Stadt Endstation einer Nebenbahn, die im Güterverkehr bedient wird und an die Güterverkehrsstrecke Sishen–Kimberley anschließt, die zahlreiche weitere Bergwerke anschließt.
Im Westen der Stadt befindet sich der Daniëlskuil Airport, der nicht im Linienverkehr angeflogen wird.

## Sehenswürdigkeiten
Im Zentrum stehen zwei Kirchengebäude der Niederländisch-reformierten Kirche.
Rund 30 Kilometer entfernt liegt Boesmansgat, der mit fast 300 Metern zweittiefste Erdfall der Erde. Er ist das Ziel von Sporttauchern.